# Ника Ожеговић
Ника Ожеговић (рођ. 21. мај 1985. Загреб) је професионална тенисерка из Хрватске. У својој каријери освојила је седам ИТФ турнира, четири појединачна и три у игри парова. У каријери на ВТА још није имала већих резултата, а на ВТА листи најбољи пласмани су јој (април 2008) 131 место 9. јула 2007. појединачно и 193 место 9. октобра 2006. у игри парова.
Први наступ на гренд слем турнирима је имала 2007. године у Вимблдону када се пласирала путем квалификација и дошла до другог кола када је изгубила од Катарине Среботник 19-ом играчицом света у том тренутку.
У репрезентацији Хрватске наступала је на Фед купу у сезонама 2005. 2007. и 2008. године.

### Пласман на ВТА листи на крају сезоне
| Година  | 2002 | 2003 | 2004 | 2005 | 2006 | 2007 |
| Пласман | 775  | 360  | 269  | 206  | 276  | 146  |

## Учешће у Фед купу
детаљи: 